# Ceylontok
De Ceylontok (Ocyceros gingalensis) is een neushoornvogel die algemeen voorkomt op het eiland Ceylon, het huidige Sri Lanka. Het is een endemische eilandsoort.

## Beschrijving
De Ceylontok is 45 cm lang. Het is een forse vogel met grijze vleugels en zwarte handpennen. De vogel heeft een grijze rug en is zwart boven op de kop. Hij heeft een lange, gebogen snavel, maar geen "hoorn" op de bovensnavel. Er is weinig verschil tussen het mannetje en het vrouwtje. Het mannetje heeft een gelige snavel; het vrouwtje heeft een zwarte snavel met een lichte, horizontale streep.

## Verspreiding en leefgebied
De Ceylontok is een veel voorkomende vogel van laagland- en heuvellandbos, die vaak in groepjes voorkomt. De vogel is een uitgesproken vruchteneter die vooral wilde vijgen eet, maar soms ook insecten en knaagdieren. 

## Status
Het is geen bedreigde diersoort.